# Lasseube
Lasseube (okzitanisch La Seuva) ist eine französische Gemeinde mit 1.737 Einwohnern (Stand: 1. Januar 2022) im Département Pyrénées-Atlantiques in der Region Aquitanien. Monein gehört zum Arrondissement Oloron-Sainte-Marie und ist Teil des Kantons Oloron-Sainte-Marie-2 (bis 2015: Kanton Lasseube). Die Einwohner werden Lasseubois genannt.

## Geographie
Lasseube liegt in der historischen Provinz Béarn am Fluss Bayse. Der Auronce entspringt in der Gemeinde. Lasseube wird umgeben von den Nachbargemeinden Monein im Norden und Nordwesten, Aubertin im Norden, Saint-Faust im Nordosten, Gan im Osten, Lasseubetat im Südosten, Ogeu-les-Bains im Süden, Escou im Süden und Südwesten, Escout im Südwesten sowie Estialescq im Westen.

## Bevölkerungsentwicklung
| Jahr                      | 1962 | 1968 | 1975 | 1982 | 1990 | 1999 | 2006 | 2012 |
| Einwohner                 | 1322 | 1365 | 1311 | 1409 | 1503 | 1526 | 1600 | 1732 |
| Quelle: Cassini und INSEE |      |      |      |      |      |      |      |      |

## Wirtschaft
Die Weinbaugebiete Béarn und Jurançon reichen in die Gemeinde hinein.

## Sehenswürdigkeiten
- Kirche Sainte-Catherine aus dem 16. Jahrhundert

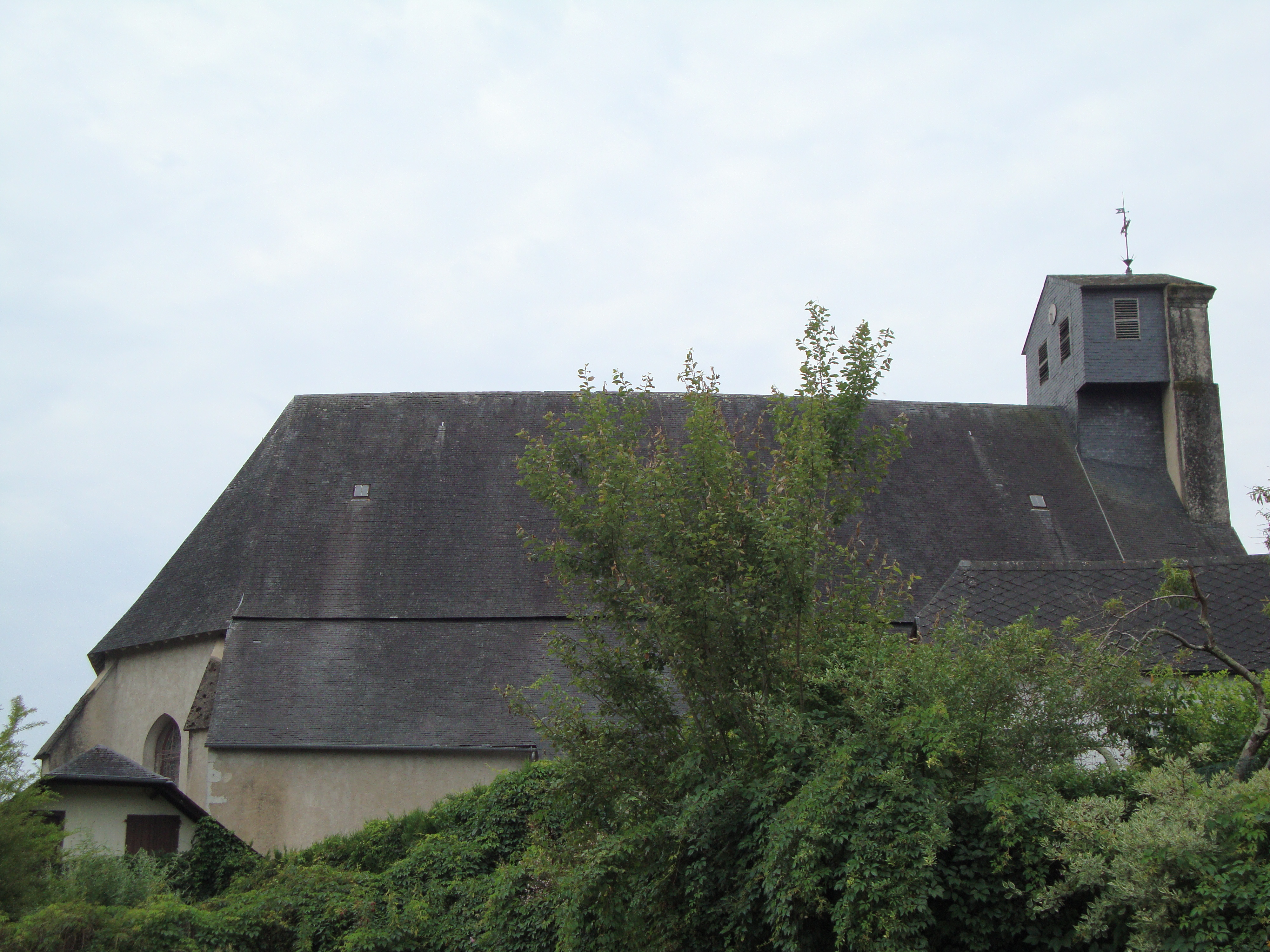
Kirche Sainte-Catherine

## Persönlichkeiten
- Pierre de Jélyotte (1713–1797), Sänger, Gitarrist und Komponist
- Bernard Becaas (1955–2000), Radrennfahrer, in Lasseube tödlich verunglückt
- Pierre Bourdieu (1930–2002), Soziologe, Professor an der Ecole des Hautes Etudes en Sciences Sociales (EHESS) und am Collège de France, Directeur d‘Etudes am CNRS (Centre de sociologie européenne).